# José González de Uzqueta
José González de Uzqueta (Arnedo, c. 1583-Madrid, 1668) fue un consejero español que presidió los consejos de Hacienda, de Indias y de Cruzada.

## Biografía
Licenciado en derecho, ejerció de fiscal en la Chancillería de Valladolid, y después en la cárcel de corte y en el consejo de Castilla. Su amistad con el conde-duque de Olivares le permitió aspirar a puestos de relevancia en la corte de Madrid. 
En 1629 fue nombrado miembro del consejo de Castilla, y del consejo de Cámara del rey Felipe IV por real decreto, y no a a propuesta de la Cámara. Ocupó también la secretaría general de la Inquisición. El 14 de marzo de 1639 fue nombrado caballero de la orden de Santiago. Presidió el consejo de Hacienda entre noviembre de 1647 y febrero de 1651. En 1652 adquirió el señorío de Boadilla del Monte. En mayo de 1660 se puso al frente del consejo de Indias por ausencia del conde de Peñaranda, presidencia que ejerció hasta noviembre de 1662. Ese mismo año es nombrado comisario general de Cruzada, cargo que ocupó hasta su muerte en 1668.
De su matrimonio con Catalina de Valdés y Herrera, hermana del obispo Antonio de Valdés, tuvo un hijo llamado Juan, que también fue consejero de Castilla y de Indias.